# Jacques Rogge
Pour les articles homonymes, voir Rogge.
Jacques Jean Marie, comte Rogge, né le 2 mai 1942 à Gand et mort le 29 août 2021 à Deinze, est un chirurgien orthopédiste et skipper belge. Dirigeant sportif, il devient le huitième président du Comité international olympique (CIO) le 16 juillet 2001.
Le roi Albert II lui accorde le titre de comte en 2002. Après 12 années et deux mandats à la tête de l'instance internationale, initiateur des Jeux olympiques de la jeunesse, Jacques Rogge quitte son poste à l'occasion de la 125e session du CIO à Buenos Aires, le 10 septembre 2013, où Thomas Bach lui succède.

## Biographie

### Carrière médicale
Après des études de médecine à l'université de Gand, Jacques Jean Marie Rogge se spécialise en chirurgie et en médecine du sport. Il travaille comme chirurgien orthopédique et est chargé de cours en médecine du sport à l'université libre de Bruxelles et à l'université de Gand.

### Carrière sportive
Jacques Rogge baigne dans l’univers olympique depuis sa jeunesse. Ainsi, il commence la voile dès le plus jeune âge et se familiarise avec les sports en tout genre. Skipper émérite, le Belge concourt dans les épreuves de finn lors des Jeux olympiques d'été de 1968 à Mexico, de 1972 à Munich et de 1976 à Montréal. N'ayant jamais remporté de médaille olympique, il est néanmoins champion du monde et deux fois vice-champion du monde en catégorie finn. Il a également été champion de Belgique à 16 reprises. Enfin, il remporte le Yachting World Cadet Trophy et participe aux régates ¾ Ton Cup.
Jacques Rogge s'illustre également en rugby à XV où il est sélectionné à dix reprises en Équipe nationale belge. Avec le club de rugby de l'ASUB, il remporte une fois le championnat de Belgique et il devient le président d'honneur du club de Gand après avoir été un de ses fondateurs.

### Carrière sportive administrative

#### Premières expériences
Après une carrière sportive remplie, Jacques Rogge choisit de s'orienter vers l'administration sportive. Il est ainsi chef de mission aux Jeux olympiques d'hiver de 1976 à Innsbruck, et en 1988 à Calgary. Aux Jeux d'été, il est chef de mission lors des Jeux olympiques d'été de 1980 à Moscou, ceux de 1984 à Los Angeles et ceux de Séoul en 1988.
De 1989 à 1992, il est président du Comité Olympique et Interfédéral Belge et devient président des Comités Olympiques Européens (COE). Grâce à ces hautes fonctions, il est fait chevalier par le roi Albert II de Belgique. En 1991, il est élu membre du Comité international olympique. Il est aussi vice-président de l'Association des Comités Nationaux Olympiques (ACNO). Par ailleurs, il s'engage dans la médecine du sport en présidant la commission médicale de la Fédération internationale de voile (ISAF) et est membre du Conseil de l'Agence mondiale antidopage depuis 1999.
Depuis lors, il est devenu membre de la commission exécutive en 1998. Il devient également président des commissions de coordination des Jeux de la XXVIIe Olympiade à Sydney de 1995 à 2000 et des Jeux d'Athènes de 1998 à 2004. Il intègre plusieurs commissions parmi lesquelles le Mouvement olympique (1990-1999), Solidarité Olympique (1990-) ou encore la commission médicale (1992-1993) dont il occupe la vice-présidence depuis 1994.

#### Présidence du CIO

##### Élection
Son expérience et son passé de sportif lui permettent de prétendre à la présidence de la principale instance sportive internationale. Rogge est élu Président du Comité international olympique le 16 juillet 2001 lors de la 112e session du CIO succédant ainsi à l'espagnol Juan Antonio Samaranch en poste depuis 1980. Il est élu dès le deuxième tour de vote avec 59 voix face au Sud-Coréen Un Young Kim, le Canadien Richard Pound, l'Américaine Anita Defrantz, et le Hongrois Pal Schmitt. Le belge partait favori logique grâce au succès des Jeux olympiques d'été de 2000 à Sydney dont il était le coordinateur. Diplomate, polyglotte (il parle cinq langues : néerlandais, français, anglais, allemand et espagnol), Rogge a su également convaincre avec un programme déterminé à lutter contre la corruption, le dopage, la violence et le racisme. Enfin, il souhaite rééquilibrer les comptes du CIO mis à mal lors des dernières olympiades : « Il faut réduire le budget et le gigantisme des Jeux, avec aussi une technologie moins coûteuse mais sans toucher aux athlètes et aux sports », avait-il affirmé lors de son discours de campagne.
Dès les Jeux olympiques d'hiver de 2002, il se démarque de son prédécesseur en logeant au sein du village olympique. Les divers cas de dopage lors de la quinzaine olympique lui valent quelques critiques des fédérations nationales qui jugent trop laxistes les prises de position du président Rogge sur les cas de dopage. Il souhaite en effet accroître les pouvoirs du CIO quant aux sanctions à prendre en cas de contrôle positif.
Il a été anobli avec le titre de chevalier en 1993, il reçoit le titre de comte en 2002, du roi Albert II de Belgique.
En 2007, le président du CIO parvient à concrétiser son projet d'organiser dès 2010 les premiers Jeux olympiques de la jeunesse. En 1990, il avait déjà été à l'origine de la création du Festival olympique de la jeunesse européenne ayant pour objectif de promouvoir les sports et l'esprit olympique auprès des jeunes européens.
Son premier mandat de 8 ans s'achève en 2009 puis, seul candidat à sa propre succession, il est réélu pour un second mandat jusqu'en septembre 2013.

##### Un mandat critiqué
En 2005, il doit faire face à de nombreuses critiques à propos des choix pris par le CIO. Les accusations de corruption du CIO lors de l'attribution des Jeux olympiques d'été de 2012 à Londres ainsi que le retrait du baseball et du softball du programme olympique font débat. Le challenge de l'organisation des Jeux olympiques d'été de 2008 à Pékin l'oblige également à se positionner sur les droits de l'homme. Malgré le bon avancement de l'organisation des Jeux en Chine, il rappelle l'attachement de l'olympisme aux valeurs des droits de l'homme et de liberté.
Toujours dans l'optique des Jeux de Pékin, le CIO et Rogge sont vivement critiqués quand ils officialisent le déplacement des finales de natation et de gymnastique lors des matinées (alors qu'elles se déroulaient en fin d'après-midi auparavant), horaires plus à même de satisfaire le groupe audiovisuel américain NBC, détenteur des droits de diffusion des compétitions olympiques aux États-Unis et principal bailleur de fonds du CIO. Le comité et son président sont alors accusés par la plupart des intéressés, nageurs et gymnastes non américains, de privilégier les enjeux financiers à l'esprit olympique.
En mars 2008, à la suite de violentes manifestations au Tibet, une région chinoise autonome dont une partie de la population dénonce l'occupation par les Chinois, de nombreuses voix s'élèvent en faveur d'un boycott plus ou moins prononcé des Jeux olympiques programmés au mois d'août 2008. Sommé de réagir, Rogge oppose la non-adhésion unanime des pays à un boycott des compétitions. À ce titre, le président du CIO désapprouve tout boycott conformément à son souhait de ne pas mêler la politique et l'olympisme,. Ainsi, face à la répression des autorités chinoises à l'égard des manifestants tibétains, il réaffirme l'opportunité pour la Chine de s'ouvrir au monde mais ne s'aligne pas sur les nombreuses condamnations[réf. souhaitée].

##### Polémique autour d'une commémoration
En mai 2012, Jacques Rogge s'oppose à la commémoration, par une minute de silence durant la cérémonie d'ouverture des Jeux olympiques de Londres des 40 ans de l'assassinat de onze athlètes israéliens par des terroristes palestiniens durant les Jeux olympiques d'été de 1972. Le rejet de cette demande de commémoration formulée par Israël, la Maison-Blanche, le ministre allemand des Affaires étrangères, Guido Westerwelle, et de nombreux parlements à travers le monde a suscité une vive polémique et de nombreuses critiques.

##### Bilan
Après ses deux mandats, Jacques Rogge laisse l'image d'un président « diplomate et impassible ». Il a notamment instillé plus de transparence dans les institutions olympiques afin de mettre fin aux problèmes de corruption, bien géré les finances de l'organisation puisqu'il laisse derrière lui 901 millions de dollars et a ouvert les Jeux aux pays émergents (désignation du Brésil en 2016) et aux jeunes (création des Jeux olympiques de la jeunesse). Il a toutefois été critiqué pour avoir refusé de mêler le débat politique à l'organisation des Jeux, « quitte à paraître en retrait ou timoré ».

### Vie privée
Marié à Anne Bovyn, Jacques Rogge a eu deux enfants, un fils et une fille, ainsi que deux petits-enfants.

### Mort
Son décès est annoncé le 29 août 2021 par le CIO. Une annonce nécrologique précisant le lieu de décès est parue dans le journal Le Soir du mercredi 1er septembre 2021.

## Distinctions

### Titre de noblesse
- Titre de chevalier (Belgique) en 1993.
- Titre de comte (Belgique) en 2002.
- Le 25 février 2014[21] il reçoit le titre de chevalier commandeur honoraire de l'ordre de Saint-Michel et Saint-Georges du Royaume-Uni[22].

### Décorations
- 2012 : Grand officier de l'ordre de Léopold (Belgique)
- 2013 : Grand-croix de l'ordre de la Couronne (Belgique), décoration remise par le roi Philippe le 25 septembre 2013[21]
- Commandeur de l'Ordre d'Orange-Nassau (Pays-Bas)
- Grand-Croix de l'Ordre de mérite civil et militaire d'Adolphe de Nassau (Luxembourg)
- Officier de la Légion d'honneur (France)

### Honneurs
Jacques Rogge a obtenu plusieurs Doctorats honoris causa :
- Université de Gand ( Belgique, 2001)
- Université nationale Taras-Chevtchenko de Kiev ( Ukraine, 3 octobre 2006)[23]
- Université des sports de Pékin ( Chine, 24 octobre 2006)[24]
- Galileo University (en) ( Guatemala, 30 juin 2007)[25]
- Académie nationale des sports ( Bulgarie, janvier 2009)[26]
- Université de Porto ( Portugal, 13 novembre 2009)[27]
- Université d'Oradea ( Roumanie, 23 septembre 2010)[28]
- École royale militaire ( Belgique, 28 octobre 2010)[29]
- Katholieke Universiteit Leuven ( Belgique, 2012)
- Université d'État de Bakou ( Azerbaïdjan)
- Université Semmelweis ( Hongrie)
- École polytechnique fédérale de Lausanne ( Suisse)
- Université Józef Piłsudski (en) ( Pologne)[30]
- Université du Danemark du Sud ( Danemark)[31]
- Lithuanian Sports University (en) ( Lituanie)[32]
- European University Sports Association (en)